# SYM Symphony
Il SYM Symphony è uno scooter prodotto dalla casa motociclistica Taiwanese SYM dal 2008. 

## Il contesto
Il Symphony è uno scooter a ruote alte che si posiziona all’interno della gamma del costruttore come modello “entry level” sia in termini di dimensioni che di prezzi. È un mezzo progettato appositamente per il mercato europeo caratterizzato da ruote da 16” sia all’anteriore che al posteriore, pedana piatta, motori da 50 a 200 cm³ e dimensioni contenute, in diretta concorrenza di modelli quali Piaggio Liberty, Honda SH e Kymco People S.
Prodotto negli anni in varie serie, il buon successo riscontrato sul mercato ha spinto la casa madre a crearne una famiglia di modelli denominati Symphony:
- il Symphony “base” è il primo modello introdotto sul mercato a fine 2008, ha ottenuto un restyling nel 2010 dove venne ribattezzato “Symphony S” e nel 2019 debutta la seconda serie profondamente rinnovata che adotta nuovamente la denominazione Symphony senza il suffisso “S”.
- Symphony SR è il modello con caratterizzazione sportiva, presenta una estetica specifica e venne venduto sul mercato italiano dal 2010 al 2015. Per il mercato asiatico es europeo continua ad essere venduto.
- Symphony ST venne presentato nel 2014 ed è una versione migliorata sia nella ciclistica che nei contenuti oltre a presentare una estetica specifica. Tale modello affianca il Symphony base. Nel 2019 viene presentata la seconda serie.
- Symphony Cargo è la versione commerciale con portapacchi posteriore o anteriore e sospensioni rinforzate. Presenta la stessa estetica del modello 2008 ma nel tempo i motori sono stati aggiornati alle varie norme anti inquinamento.

Inoltre, da un accordo con Peugeot Motorcycle dal Symphony è stato derivato lo scooter Peugeot Tweet, che presenta uno scudo anteriore specifico.

## Symphony

### Prima serie (2008-2019)
Il Symphony venne presentato al pubblico mondiale ad EICMA nel novembre del 2008 ed entra in produzione nello stesso mese nello stabilimento della SYM Xiashing Motorcycle sito a Xiamen in Cina. Le vendite in Europa partono nel gennaio del 2009. Inizialmente disponibile nelle versioni con i motori 50 e 125 cm³ raffreddate ad aria hanno un impianto frenante composto da disco anteriore e tamburo al posteriore (optional sul 125 il disco posteriore). Entrambe hanno ruote da 16”, pedana piatta e dimensioni compatte.
Nel settembre 2009 alla gamma si aggiunge la versione 150 con motore da 151 cm³ quattro tempi raffreddato ad aria che eroga 10,5 CV a 7500 giri/min. Presenta una ruota posteriore più spessa mentre la dotazione del 150 è la medesima del 125.
Nella primavera del 2010 il Symphony “base” europeo subisce un aggiornamento estetico e il modello viene ribattezzato Symphony S; sui modelli 125 e 150 vengono introdotti i freni a disco di serie anche al posteriore, un secondo ammortizzatore e un nuovo cruscotto più moderno.
Al salone di Colonia nell’ottobre 2014 la gamma viene aggiornata, viene introdotta una nuova calandra a listelli verticali e debutta il cinquantino riomologato Euro 3.

### Seconda serie (dal 2020)
Il Symphony seconda serie viene presentato ad EICMA nel novembre 2019 e posto in vendita l’anno successivo. Perde la “S” nella denominazione diventando nuovamente “Symphony”; il telaio di base è lo stesso ma l’estetica è inedita ed introduce un nuovo fanale a LED sul manubrio con due piccoli fanali a goccia sullo scudo, nuova sella e nuovo fanale posteriore. La gamma motori è composta dal 50, il 125 e il 200 tutti mono albero, quattro tempi e omologati Euro 5.
Il cinquantino eroga 2,3 kW a 8.000 giri/min e 3,1 Nm a 6.000 giri/min.
Il 125 eroga 8,4 kW a 8.500 giri/min e 10,3 Nm a 6.500 giri/min.
Il 200 ha una cilindrata effettiva di 170 cm³ ed eroga 9,48 kW a 8.000 giri/min e 12,75 Nm di coppia massima a 6.500 giri/min.

## Symphony ST

### Prima serie (2014-2020)
L’ST è la variante più ricca, differenziata esteticamente per lo scudo con fanali dal taglio più sportivo e gamma motori composta dal 50, 125 e 200 cm³ tutti quattro tempi e raffreddata ad aria. Venne presentato ad EICMA 2014 e posto in vendita nel 2015. Sul mercato italiano ST ha sostituito il Symphony SR e affiancato il modello base “S”. 
Presenta una pedana più ampia, manubrio specifico, ammortizzatori più confortevoli, sella con imbottitura migliore e un peso maggiore di 18 kg oltre a plastiche e rivestimenti dei vani più curati e capiente con il sottosella che presenta anche la presa USB. Il modello 200 ha l'ABS di serie, mentre il 125 ha la frenata combinata. Tutti i modelli hanno ruote da 16 sia all’anteriore che al posteriore.
Nel fine 2017 viene introdotto il motore 125 raffreddato a liquido che affianca la gamma precedente raffreddata ad aria.
Questa nuova versione presenta l’ABS di serie, nuovo cruscotto digitale e ruota posteriore da 14” invece che quella da 16” montata sui modelli raffreddati ad aria.

### Seconda serie (dal 2021)

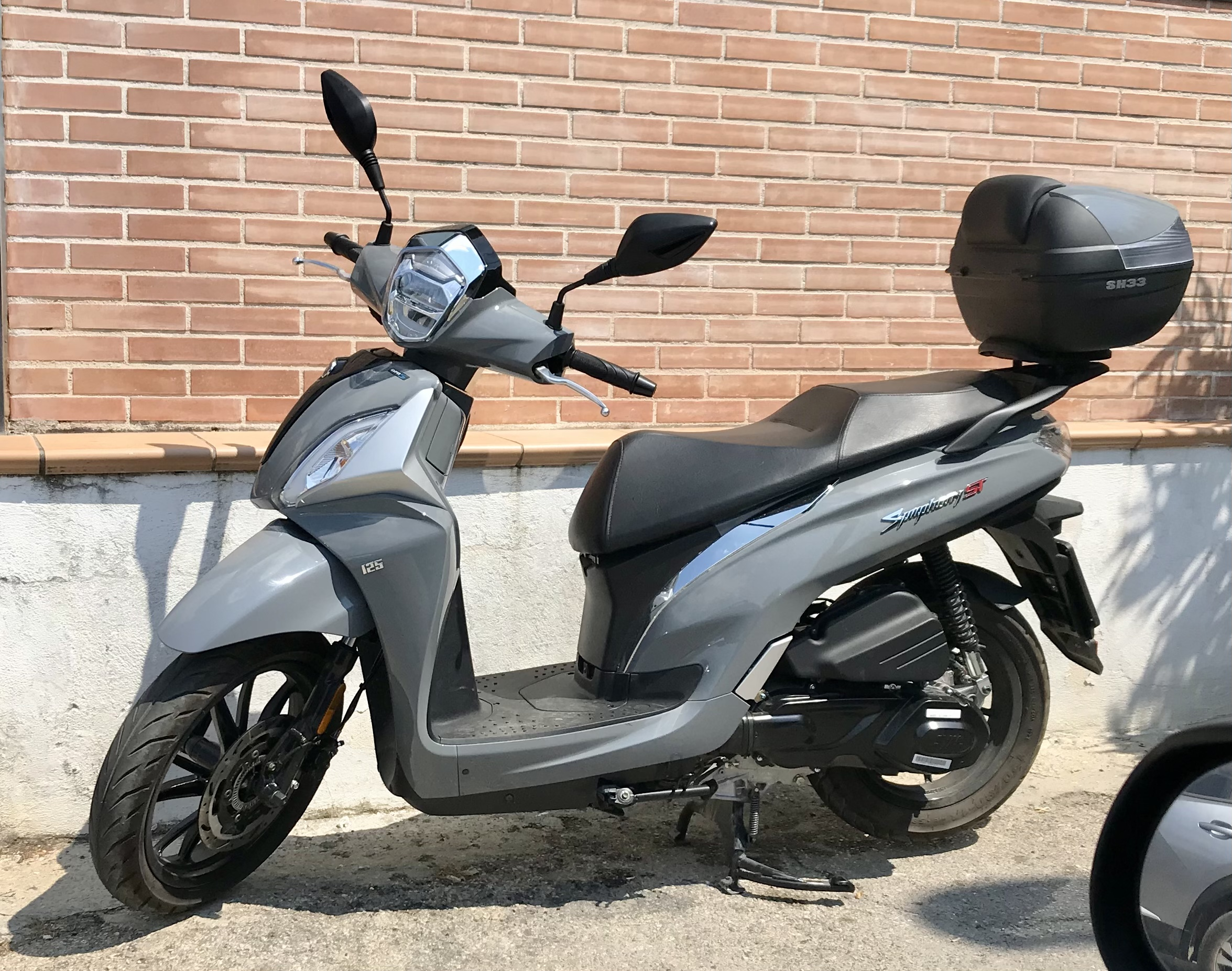
Symphony ST seconda serie

La seconda serie dell’ST debutta ad EICMA 2020 e viene posta in vendita dai primi mesi del 2021; viene rinnovata sia nell’estetica che nella ciclistica. Il design presenta nuovi fanali e pannelli più appuntiti, strumentazione LCD e vano sottosella più capiente. Nuovo il telaio in tubi d’acciaio con una forcella telescopica da 30 mm e al posteriore viene montata una coppia di ammortizzatori regolabili nel precarico. I cerchi che sono da 16 pollici all’anteriore e da 14 al posteriore sui modelli 125 e 200 cm³ mentre il cinquantino monta un cerchio da 16 anche al posteriore.

## Symphony SR
Il modello SR è stato presentato al Motodays di Roma nel 2010 ed è la versione caratterizzata da estetica sportiva con spostato faro sullo scudo, frecce sul manubrio, cerchi in lega imbruniti. Disponibile con la stessa gamma motori del Symphony S (50, 125 e 150) presenta il doppio ammortizzatore (mono per il modello 50), forcella telescopica e freno a disco da 226 mm all'anteriore e al posteriore (a tamburo sul 40). La sella è specifica e ha cuciture rosso in rilievo.
Dal 2015 non viene più importato in Italia mentre nel resto d’Europa continua ad essere venduto con la gamma motori aggiornata nel tempo parallelamente agli altri modelli Symphony. Nel 2020 ha adottato di serie l’ABS e i motori sono stati omologati Euro 5.